# Odceda
Odceda (biał. Атцэда; ros. Отцеда) – wieś na Białorusi, w obwodzie mińskim, w rejonie stołpeckim, w sielsowiecie Zajamno.
W miejscowości znajduje się przystanek kolejowy Odceda, położony na linii Moskwa - Mińsk - Brześć.

## Historia
W XIX i w początkach XX w. dwie wsie: Mała Odceda i Wielka Odceda oraz folwark położone w Rosji, w guberni mińskiej, w powiecie mińskim, w gminie Stołpce.
W dwudziestoleciu międzywojennym folwark i zaścianek leżące w Polsce, w województwie nowogródzkim, w powiecie stołpeckim, do 1 kwietnia 1927 w gminie Zasule, następnie w gminie Stołpce. W 1921 folwark liczył 16 mieszkańców, zamieszkałych w 2 budynkach, w tym 13 Polaków i 3 Białorusinów. 13 mieszkańców było wyznania rzymskokatolickiego i 3 prawosławnego. Zaścianek liczył zaś 248 mieszkańców, zamieszkałych w 45 budynkach, w tym 240 Polaków, 7 Białorusinów i 1 osobę innej narodowości. 239 mieszkańców było wyznania rzymskokatolickiego i 9 prawosławnego.
Po II wojnie światowej w granicach Związku Sowieckiego. Od 1991 w niepodległej Białorusi.

## Ludzie związani z miejscowością
W Odcedzie urodził się ks. Julian Żołnierkiewicz.